# Helen Kalandadze
Helen Kalandadze (géorgien : ელენე კალანდაძე) est une chanteuse et présentatrice  de télévision géorgienne.

## Biographie
Helen Kalandadze naît à Tbilissi. Elle fréquente l'école secondaire de Woluwe-Saint-Pierre à Bruxelles, avant de retourner en Géorgie pour étudier à l'université d'État Ilia. Sa notoriété augmente auprès du grand public lors de sa participation à l'édition 2009 de la Star Academy en Géorgie. En 2013, Elene Kalandadze gagne un prix d'interprétation de la meilleure imitation artistique sur la Radio télévision publique géorgienne. En 2017, elle présente et organise le Concours Eurovision de la chanson junior à Tbilissi.